# Maurizio Cheli
Maurizio Cheli (* 4. května 1959, Modena, Itálie) je vojenský letec a bývalý astronaut italské národnosti, 344. člověk ve vesmíru, zástupce ESA při letu amerického raketoplánu Columbia.

## Životní dráha
Absolvoval italskou Univerzitu La Sapienza v oboru fyziky a poté školu zkušebních pilotů Empire Test Pilots' School, Boscomb Down, ve Velké Británii.
V letech 1978 až 1992 byl zkušebním pilotem u italského vojenského letectva, od roku 1992 byl zařazen mezi připravující se astronauty evropské agentury ESA. Po svém letu v raketoplánu se vrátil k původnímu povolání u letectva.
Je ženatý, jeho manželkou je bývalá kosmonautka Marianne Merchezová.

## Let do vesmíru
Letěl raketoplánem Columbia v misi s označením STS-75 na počátku roku 1996. Spolu s ním letěli: Andrew Allen, Scott Horowitz, Franklin Chang-Diaz, Jeffrey Hoffman, Claude Nicollier ze Švýcarska a Umberto Giudoni, také Ital, avšak za Italská kosmickou agenturu (ASI). Během patnáctidenního letu na oběžné dráze Země pracovali s laboratoří USMP-3 a vypustili na mnohakilometrovém laně italskou družici TSS-1R. Podobně jako u její předchůdkyně se lano přetrhlo a družice jim odletěla z dosahu.
- STS-75 Columbia – start 22. února 1996, přistání 9. března 1996